# Lepteria villalis
Lepteria villalis är en fjärilsart som beskrevs av William Schaus 1916. Lepteria villalis ingår i släktet Lepteria och familjen nattflyn. Inga underarter finns listade i Catalogue of Life.